# Hội trường Vladislav

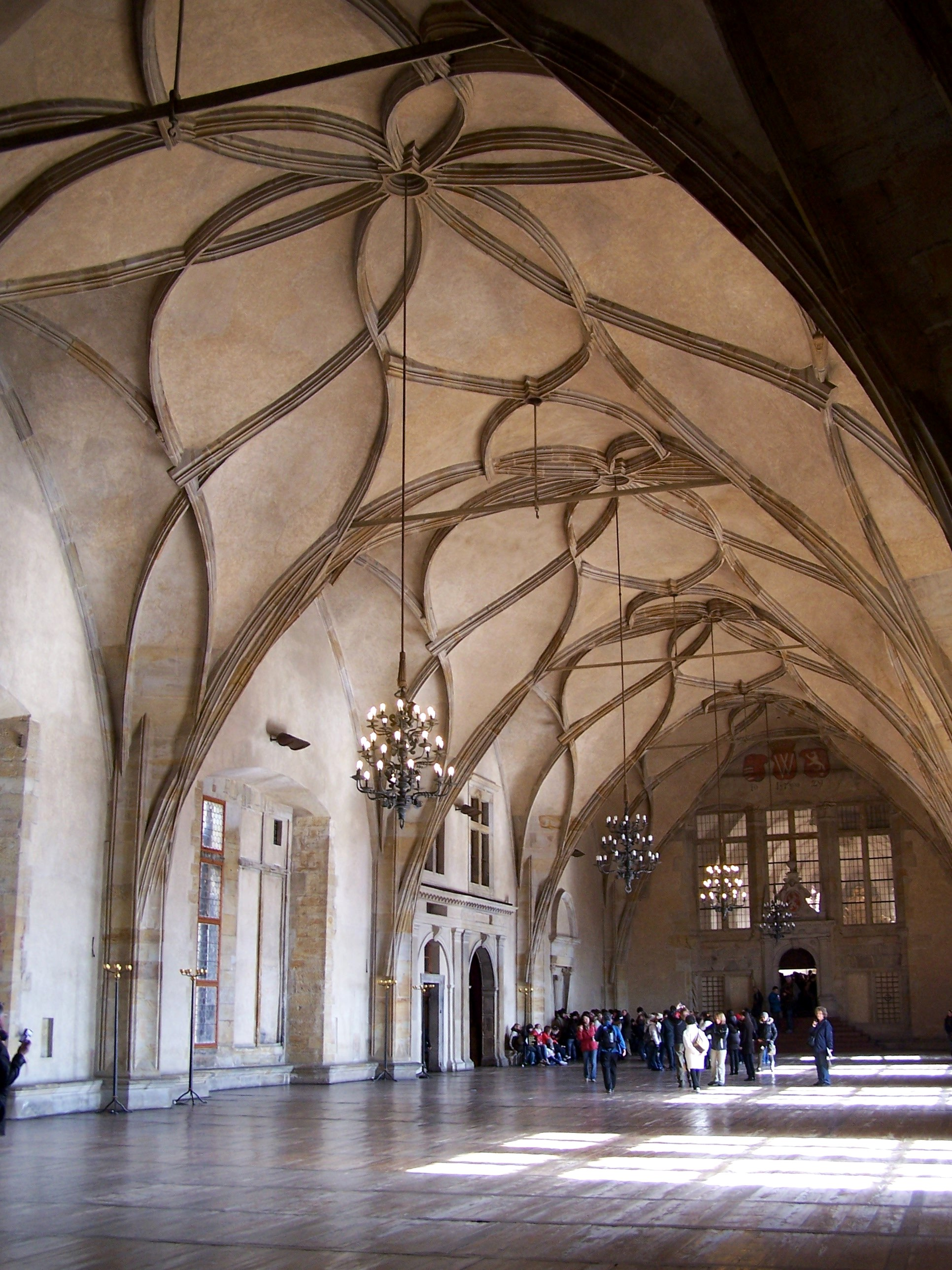
Hội trường Vladislav ngày nay

Hội trường Vladislav là một căn phòng lớn trong quần thể Lâu đài Praha ở Cộng hòa Séc. Từ năm 1493 đến năm 1502, vua Vladislav II ban hành quyết định xây dựng hội trường dựa trên bản thiết kế của kiến trúc sư nổi tiếng Benedikt Rejt. Hội trường có kích thước vô cùng lớn (62m x 16m x 13m), và kiến trúc phức tạp nhất ở Thủ đô Praha . Đặc biệt, hệ thống mái vòm đá phức tạp kéo dài 16m trở thành công trình kiến trúc đạt độ tinh sảo cao nhất ở cuối thời Trung cổ. Ở tầng thứ ba của cung điện, hội trường trở thành địa điểm hội họp chính thay thế nhóm các phòng họp nhỏ xây dựng từ thế kỷ 14. Ngay bên dưới, tầng hai là công trình kiến trúc Gothic Séc được xây dựng vào thế kỷ 14, từ thời Vua Karl IV của Thánh chế La Mã. Cuối cùng, ở tầng thấp nhất là một cung điện nổi tiếng theo phong cách Kiến trúc Romanesque.
Hội trường trở thành địa điểm tổ chức đặc biệt của các bữa tiệc, chiêu đãi, lễ đăng quang và các sự kiện trọng đại khác của triều đình Bohemian. Không gian của hội trường lớn đến mức có thể tổ chức các giải đấu lớn giữa các hiệp sĩ; hơn nữa "Cầu thang Hiệp sĩ" cũng được xây dựng để phục vụ cho sự kiện này.